# Pidberezzea, Horohiv
Pidberezzea (în ucraineană Підбереззя) este o comună în raionul Horohiv, regiunea Volînia, Ucraina, formată numai din satul de reședință.

## Demografie
Componența lingvistică a satului Pidberezzea
     Ucraineană (99,22%)
     Alte limbi (0,39%)
Conform recensământului din 2001, majoritatea populației satului Pidberezzea era vorbitoare de ucraineană (99,22%), existând în minoritate și vorbitori de alte limbi.